# Josef Nasi
Don Josef Nasi (of Nassi; ook bekend als João Miquez in Portugal, Juan Miquez in Spanje en Vlaanderen en Yasef Nassi in het Ottomaanse Rijk) (Portugal, 1524 – Istanboel, 1579) was een Joodse diplomaat en bankier, lid van het huis Mendes en een invloedrijk persoon aan het Ottomaanse hof van sultan Süleyman I en diens zoon Selim II, maar ook binnen geheel Europa door zijn uitgebreide netwerk.
Als joodse hoveling werd hij aangesteld als heer van Tiberias met als doel het opnieuw vestigen van Joden in Palestina en het bevorderen van de plaatselijke economie. De poging faalde en later werd hij aangesteld als hertog van Naxos. Nasi voerde oorlog met Venetië en veroverde Cyprus voor de Ottomanen. Na de dood van Selim verloor hij zijn invloed aan het Ottomaanse hof, maar hij mocht zijn titels en pensioen houden. Zijn belang voor de Nederlanden lag in zijn steun aan Willem van Oranje in de opstand tegen Spanje, de gezamenlijke vijand van de latere Republiek en het Ottomaanse Rijk.

## Vroege leven
Nasi werd geboren als converso, was een vriend van keizer Maximiliaan II, neef en later ook schoonzoon van keizer Karel V (in Spanje koning Karel I). Zijn vader overleed al vroeg en hij groeide op bij zijn tante Doña Gracia Mendes Nasi - ook bekend onder haar christelijke naam Beatrice de Luna Miques - een van de rijkste vrouwen van Europa.
Na de dood van haar man Semah Bemvisto - ook bekend als Francisco Mendes - in 1536 en onder druk van de in dat jaar ingestelde Portugese Inquisitie verhuisden ze naar Antwerpen in de Habsburgse Nederlanden, waar haar zwager Diogo Mendes (Meir Benviste) zich al gevestigd had. De familie leefde in grote welstand en had onder andere landvoogdes Maria van Hongarije als schuldenaar. Nasi studeerde aan de universiteit van Leuven. Diogo overleed in 1542, waarna Gracia zijn kapitaal erfde. Zij deed zaken met de groten van Europa en hielp ondertussen de conversos te ontkomen aan de Inquisitie. In 1544 ontvluchtten de dames van de familie Antwerpen omdat Francisco d'Aragon, een gunsteling van keizer Karel, naar de hand dong van Brianda (Reyna), de dochter van Gracia. Nadat hij het familiekapitaal had weten weg te sluizen, volgde Nasi hen naar Venetië.

## Venetië
De Raad van Tien gaf hun een salvacondotto, een vrijbrief, om zich daar te vestigen met hun handelsonderneming, wat voor een buitenlandse familie zeer bijzonder was. Brianda, de zuster van Gracia, kon het echter niet verkroppen dat zij geen deel had gekregen van de familie-erfenis. In de vijf jaar daarna streed zij daarvoor bij de Venetiaanse rechtbank. Gracia werd gesommeerd om de helft van het familievermogen onder te brengen bij de zecca, de Venetiaanse munt, totdat haar nicht Beatrice volwassen was. Toen ontdekt werd dat zij in het geheim het joodse geloof nog beleed, vluchtte Gracia naar het hof van de liberale Ercole II d'Este in Ferrara, kort daarop gevolgd door haar zuster, doordat men zich in Venetië tegen de marrano-gemeenschap keerde. Het kwam tot een wapenstilstand tussen beide zusters, die daarop terugkeerden naar Venetië. Daar werden zij echter gearresteerd, omdat de republiek aanspraak maakte op het Mendes-vermogen. De familie begon plannen te maken om naar Constantinopel te verhuizen.
Het kwam tot een diplomatieke interventie van het Ottomaanse hof. Nadat Gracia in juni 1552 100.000 gouddukaten bij de zecca had ondergebracht, werd het haar toegestaan om met haar dochter naar Constantinopel te vertrekken. In januari van het jaar daarop ontvoerde Nasi zijn nicht Beatrice uit Venetië, maar hij werd opgepakt in Faenza en naar Ravenna gebracht. Nasi werd door de Senaat verbannen van Venetiaans grondgebied, inclusief de mediterrane bezittingen op straffe opgehangen te worden tussen de beide zuilen van het San Marcoplein. Hiertegen was geen beroep mogelijk, waarna Nasi naar Rome reisde om de paus te bewegen de verbanning op te heffen. Opmerkelijk genoeg stuurde de paus een nuntius naar Venetië, die echter geen succes had. De poging had zelfs een tegengesteld effect, want daarna werd de druk op de medewerkers van Nasi opgevoerd.

## Ottomaanse hof
Door bemiddeling van de joodse arts rabbi Moshe Hamon, de lijfarts van sultan Süleyman, die zich al had ingezet voor de vrijlating van de familie en vrijgave van het familiekapitaal, kon de familie naar Constantinopel vertrekken. In 1554 kwam Nasi met een gevolg van lijfwachten, dienaren in livrei en rond de 500 marrano's aan. Hij kwam openlijk uit voor zijn joodse religie, liet zich Josef Nasi noemen en liet zich besnijden. Hij trouwde met zijn nicht Reyna volgens joodse riten en betrok met haar en Gracia een prachtig paleis, de Belvedere, met zicht op de Bosporus.
Nasi kreeg politieke invloed bij Süleyman die gebruik maakte van zijn handelsnetwerk en politieke connecties in heel Europa en zijn vertrouwdheid met de Europese mentaliteit. In 1556 stelde hij een boycot in van Ancona toen paus Paulus IV daar de Joden liet arresteren.
Joseph Nasi is het meest bekend door zijn pogingen om de steden Tiberias en Safed opnieuw door Joden te laten bewonen in 1561. Hij was de eerste die actief probeerde om een joods Palestina te bewerkstelligen. Nasi verkreeg heerschappij van het gebied van de sultan en herbouwde met de hulp van Joseph ben Adruth de muren en de stad.  Hij probeerde er een textielcentrum te vestigen door moerbeien te planten voor de productie van zijde en door ambachtslieden aan te moedigen zich daar te vestigen. Er werden voorbereidingen getroffen om Joden uit de Kerkelijke Staat te halen, maar de uitvoering van dat plan werd uiteindelijk verhinderd door het uitbreken van de oorlog tussen de Ottomanen en Venetië.
In 1562 onderhandelde hij een vrede met Polen en beïnvloedde de verkiezing van de Poolse koning. Hij steunde Süleymans uiteindelijke opvolger Selim II in diens strijd tegen diens halfbroer Bayezid, die in 1559 verslagen werd. Toen Selim in 1566 de troon van zijn gesneuvelde vader overnam, beloonde hij Nasi met het hertogdom Naxos. Zijn aanzien bij de Verheven Porte bezorgde hem uiteindelijk de posten van diplomaat en minister. Zijn macht stelde hem in staat om oude rekeningen te vereffenen. Zo had hij in 1540 150.000 dukaten geleend aan Hendrik II van Frankrijk. Diens levensstijl en strijd met Habsburg zorgden ervoor dat hij weigerde het geld terug te betalen. Met instemming van Selim liet Nasi Franse schepen en goederen in beslag nemen. Frankrijk moest uiteindelijk een financiële regeling treffen met de Ottomanen. Onder Ottomaanse druk hief de Venetiaanse Raad van Tien in 1567 ook na 14 jaar de verbanning op.
Hij verkreeg het monopolie op de bijenwashandel met Polen en de wijnhandel met Moldavië. In dat laatste land steunde hij in 1561 Ioan Iacob Heraclid om als despoot te heersen en in 1564 Alexandru Lăpuşneanu's terugkeer naar de troon in plaats van Ştefan Tomşa. In 1572 steunde hij uiteindelijk Ion Vodă cel Cumplit. Hij stond op de nominatie om hospodar te worden van Moldavië dan wel Walachije in 1571, maar Selim II verwierp dit voorstel.
Toen in 1566 de Beeldenstorm Antwerpen bereikte, betuigde Nasi steun aan de stadsregering onder Willem van Oranje. In 1569 vroeg Willem van Oranje Nasi om hulp bij de opstand van de Nederlanden tegen Spanje. Met hulp van Lala Kara Mustafa Pasja wist hij Selim te bewegen Cyprus te veroveren, tegen de wil van grootvizier Mehmet Sokollu in, de machtigste man aan het hof. In 1573 vertrokken de Venetianen, ondanks de nederlaag in de slag bij Lepanto tegen de Heilige Liga van Spanje, Venetië, de Kerkelijke Staat, Genua, Savoye en de Maltezer Orde. De Ottomaanse druk in de Middellandse Zee verhinderde Spanje om zich volledig te richten op het neerslaan van de opstand in de Nederlanden. Zijn wens om koning te worden van Cyprus ging uiteindelijk niet in vervulling.
Toen Selim II in 1574 overleed en werd opgevolgd door Murat III keerden de kansen voor Nasi. Zijn laatste jaren bracht hij door op zijn paleis Belvedere.